# 50e division d'infanterie (Royaume-Uni)
Pour les articles homonymes, voir 50e division.
La  50e division d'infanterie (en anglais 50th (Northumbrian) Infantry Division)  est une division de la British Army (armée de terre britannique). Elle fait partie du XXXe corps britannique. Elle opéra entre autres lors de la bataille de Normandie en 1944.

## Historique
- 27 mai 1918 : Seconde bataille de la Marne, bataille de l'Aisne

## Emblèmes et insignes
L'emblème de la 50e division d'infanterie britannique est le double T : deux T rouges superposés sur fond noir. 
Ces T forment en fait les initiales des trois rivières traversant la province d'origine de la division, la Northumbria : vue de face, les rivières Tyne et Tees et vue de côté, les barres horizontales constituent le H de la rivière Humber.